# كفر قرشوم
كفر قرشوم إحدى قرى مركز تلا التابع لمحافظة المنوفية بجمهورية مصر العربية.

## السكان
بلغ عدد سكان كفر قرشوم 3,370 نسمة، منهم 1،714 رجل و1،656 إمرأة، حسب الإحصاء الرسمي لعام 2006.